# 克蕾曼汀·德·奧爾良
克蕾曼汀·德·奧爾良（法語：Clémentine de Orléans，1817年6月3日—1907年2月16日）為法国奧爾良王朝公主與萨克森-科堡-哥达王朝亲王妃。保加利亞沙皇斐迪南一世之母亲。
克蕾曼汀為法国国王路易-菲利普一世與瑪麗亞·艾瑪莉亞之第六位子女。出生於波旁复辟之后并在1830年父亲登基后成为公主。
姐夫利奥波德一世安排了其與奧古斯特王子之婚事。奧古斯特親王之姑姑為印度女皇之母親维多利亚公主，因此其為维多利亚女王之表亲。两人於1843年结婚并育有五位子女。